# Кук-Балам I
Кук-Балам I (майя Kʼukʼ Bahlam — «Кецальский ягуар»; 30 или 31 марта 397 — предп. 435) — правитель Баакульского царства древних майя со столицей в Токтане. Также он является основателем династии правителей Баакульского царства.

## Имя
Кук-Балам в переводе означает «Кецальский ягуар». Именной иероглиф Балама состоит из сочетания символов кецаля (на языке майя «kʼukʼ») и ягуара (на языке майя «bahlam»).

## Биография
Кук-Балам I — первый известный исторический правитель Баакуля.
Основные биографические данные:
- Родился: 8.18.0.13.6 5 Kimi 14 Kʼayab (30 марта 397)[3].
- Воцарился (основание династии): 8.19.15.3.4 1 Kʼan 2 Kʼayab (10 марта 431)[комментарий 1][3].
- Годы правления: 431—435

Дата смерти Балама неизвестна, но его преемник Чачич стал царём 8.19.19.11.17 2 Kaban 10 Xul (10 августа 435 года), поэтому вероятно, что Балам умер незадолго до этой даты.

### Комментарии
1. ↑  Эти даты указаны на Мезоамериканском календаре долгого счёта.

## Внешние ссылки
- Талах Виктор. Хроники Баакульских Владык. Архивировано 17 декабря 2010 года.
- «K'uk' B'ahlam I». Архивировано 17 июля 2012 года.
- «Los gobernantes dinásticos de Palenque». Архивировано 1 июля 2012 года.